# Rockpalast
Rockpalast je německý televizní program, vysílaný od roku 1974 na WDR. Jeho zakladatelem byl Peter Rüchel, který rovněž pracuje jako jeho producent. Jde o program, ve kterém se vysílají koncertní vystoupení převážně rockových, ale také jazzových hudebníků. Během dlouholeté existence pořadu zde vystoupili například Golden Earring, Mike Oldfield, R.E.M. nebo Johnny Winter.